# AZS Politechnika Śląska Gliwice
Klub Środowiskowy AZS Politechniki Śląskiej – wielosekcyjny uczelniany klub sportowy działający przy Politechnice Śląskiej w Gliwicach. Został założony w 1945 roku.

## Działalność
Studenci biorą udział w zajęciach 40 dyscyplin sportowych i startują corocznie w oficjalnych zawodach Akademickich Mistrzostw Polski i Akademickich Mistrzostw Śląska.
Dodatkowo w KŚ AZS PŚ uprawiany jest sport wyczynowy w sześciu sekcjach: siatkówka, tenis stołowy, szachy, judo, koszykówka i curling.

## Zespoły ligowe
AZS Politechnika Śląska Gliwice – męska drużyna siatkarska uczestnicząca w rozgrywkach III ligi.
AZS Politechnika Śląska Gliwice – kobieca drużyna siatkarska uczestnicząca w rozgrywkach II ligi kobiet.